# Carl Eeg

Carl Eeg, 22 Jahre, als Absolvent des Technikums Bremen

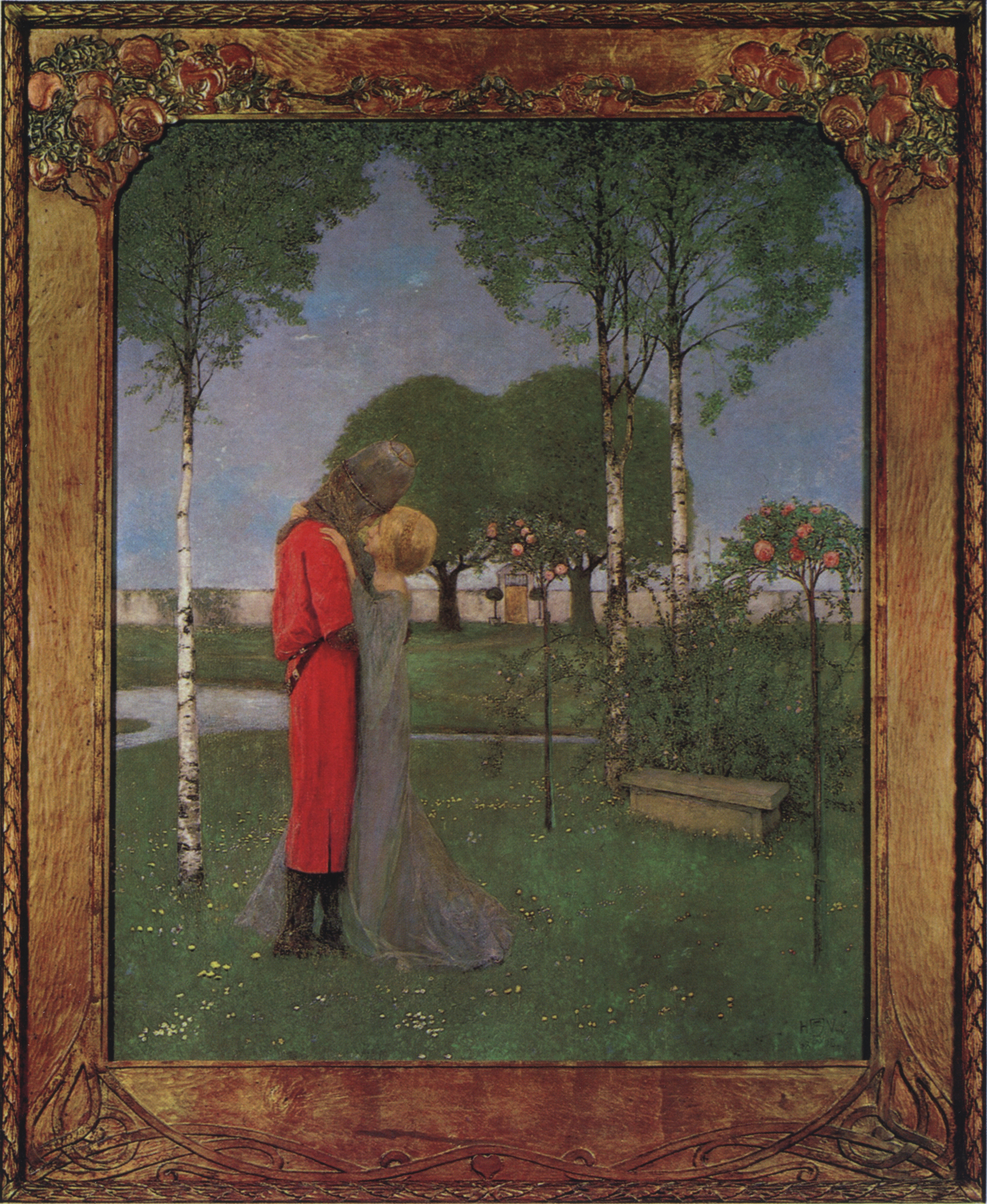
Carl Eeg steht Heinrich Vogeler 1898 Modell für „Heimkehr“

Carl Eeg (* 27. Juni 1876 in Bremen; † 22. Juni 1956 in Bremen) war ein deutscher Architekt.

## Biografie
Eeg besuchte von 1886 bis 1893 ein Gymnasium in Bremen. Er studierte bis 1898 am Technikum in Bremen und hospitierte an der Technischen Hochschule Berlin – Charlottenburg. Eeg arbeitete danach zunächst von 1899 bis 1902 in Dresden im Büro Schilling & Graebner. 1903 kehrte er nach Bremen zurück und machte sich selbstständig. Er pflegte enge Kontakte zum Verein für Niedersächsisches Volkstum und zur Künstlerkolonie Worpswede – für Heinrich Vogelers Bild „Heimkehr“ stand Eeg 1898 sogar in Ritterkostüm Modell. 1906 eröffnete er in Arbeitsgemeinschaft mit dem Architekten Eduard Runge (1875–1944) Am Wall 146 ein Architekturbüro, das bis zu dessen Tod 1944 bestanden hat. Er heiratete 1906 Marianne Gildemeister, Tochter des Kaufmanns Hermann Gildemeister. Eeg war 1907 Gründungsmitglied der bremischen Sektion des Bundes Deutscher Architekten und ab 1910 Mitglied im Deutschen Werkbund (DWB). Er erwarb sich große Verdienste bei der Erneuerung der Friedhofskultur in Bremen vor dem Ersten Weltkrieg und „gewann (…) auf die Grabmalkunst seiner Zeit bedeutenden erzieherischen Einfluß“ (Hermann Gildemeister). Eeg war lange Zeit Mitglied der Friedhofskommission.
Die wichtigsten von Eegs Werken entstehen in den Jahren vor dem Ersten Weltkrieg. Es sind Aufträge gut situierter bürgerlicher Kreise für Umbauten bestehender Wohnhäuser oder großzügige Neubauten, wie die Villen für die Kaufleute Strauch und Biermann an der Schwachhauser Heerstraße. Die Villa Biermann, auch genannt Haus Blumeneck, ist wohl Eegs Hauptwerk; Denkmalpfleger Hoffmann: „...eine Arbeit von heute unvorstellbarer geschmäcklerisch-geschmackvoller Raffinesse“. Stilsicher schuf Eeg hier ein Wohnhaus als Gesamtkunstwerk, ohne dass sein schöpferischer Geist durch finanzielle Vorgaben beschränkt gewesen wäre. Zur gleichen Zeit entsteht aber auch sein eigenes Wohnhaus in der Wohnhausgruppe Hagenauer Straße, ein Haus von erlesenster Schlichtheit. Dieser Reichtum seines Wirkens brach zusammen, als durch den Ersten Weltkrieg die wirtschaftlichen Grundlagen des Bürgertums nachhaltig zerschlagen wurden. Eeg erholte sich nie wieder von den damals eingetretenen Verschiebungen; seine Klientel war finanziell am Ende, einflusslos und wohl auch desinteressiert an der Darstellung solchen Luxus‘, wie Eeg ihn vor dem Krieg zelebriert hatte. – Die Aufträge in der Zeit zwischen den Weltkriegen sind bescheidener im Auftragsvolumen wie auch in Entwurf und Ausführung, haben den großen Glanz verloren.

## Werke
(auch Innenausstattung – 1906 bis 1944 zusammen mit Eduard Runge)

Wohn- und Geschäftshaus Ernst Felsing

Werbung für die Architektengemeinschaft Eeg & Runge

Speisezimmer im Haus von Rechtsanwalt Kulenkampff, Contrescarpe 45

Wohnhaus des Kaufmanns Georg Strauch in der Schwachhauser Heerstraße 30a

Ausstattung des Beckerath-Saals der Kunsthalle Bremen 1908

Wohnhaus des Architekten Eeg in der Wohnhausgruppe Hagenauer Straße

Haus H. Engelbrecht in Lesum bei Bremen

Haus Blumeneck für Senator F.C. Biermann

Ausstattung des großen Saales im Schütting nach Entwürfen von Eeg & Runge

- 1902–1903: Mitarbeit am Vorbau der Goldenen Pforte des Freiberger Doms im Büro der Dresdner Architekten Schilling & Graebner
- 1903: Ausbau des Wohnturms des Wohnhauses des Tabakkaufmanns Heinrich Gerhard Richard Hirschfeld, Bremen, Osterdeich 17
- 1903–1904: Wohn- und Geschäftshaus Ernst Felsing, Uhrmacher und Optiker, ehemals Obernstraße 40/42[3][4][5][6][7][8][9]
- 1903: Ausstattung der Sitzungs- und Repräsentationsräume im ersten Stockwerk des Hauses Schütting am Markt mit Eduard Gildemeister[3][10]
- 1905: Wohnhaus Rechtsanwalt (Friedrich) Hermann Kulenkampff, Bremen, Contrescarpe 45, zusammen mit Eduard Gildemeister; 1906: Entwurf der Möbel für Tochterschlafzimmer[4][7][10][11]
- 1905: Ausstellung von Architekturentwürfen anläßlich des ersten Vortragsabends des Vereins für Niedersächsisches Volkstum im Kaisersaal des Künstlervereins am 5. April 1905[12]
- 1906: Ehrenhof der bremischen Abteilung auf der 3. Kunstgewerbeausstellung in Dresden[13]
- 1906: Umbau des Landhauses Andreas Gildemeister, Leuchtenburg bei Bremen[11]
- 1906: Umbau des Wohnhauses Konsul Franz Susemihl, Bremen, Kohlhökerstraße 54; Ausstattung: Garderobe, Anrichte, Töchterzimmer[11]
- 1906: Geschäftshaus Carsten Mende, Bremen, am Wall 166/167 [kriegszerstört][11]
- 1906: Möbelentwurf: Bank und Stühle, Gartenhaus und Pforte für Jul. Kulenkampff, Leuchtenburg bei Bremen[11]
- 1906: Wohnhaus Direktor Fritz Wisch, Sebaldsbrücker Heerstraße 42, Bremen[11][14]
- 1906: Entwurf Tanzsaal und Kegelbahn für Gastwirt Fr. Meyer in Hiddingen (Lüneburger Heide)[12][15]
- 1906: Ausstellungsgebäude für Franz Vogeler, Worpswede (Adresse? erhalten?)[11]
- 1906: Entwurf einer einklassigen Dorfschule (Wettbewerb des Vereins für Niedersächsisches Volkstum für ländliche Schulgebäude, 1. Preis, Plakette)[11][16][17][18][19]
- 1906: Ziergarten auf dem Rittergut Valenbrook in Fickmühlen für Lambert Leisewitz[11]
- 1906: Spritzenhaus Fickmühlen für Lambert Leisewitz[11]
- 1906: Umbau des Wohnhauses Gustav Lahusen, Bremen, Breitenweg 8[11]
- 1906: Umbau des Wohnhauses Hermann Rodewald, Bremen, Rembertistraße 64[11]
- 1906: Umbau des Wohnhauses Richard Caesar, Bremen, Contrescarpe 138b; Ausstattung: Garderobe, Speisezimmer, Empfangszimmer-Ergänzung[11]
- 1906: Ausstattung des ehemaligen Hauses Hirschfeld für den Kaufmann Adalbert Korff, Bremen, Osterdeich 17: Garderobe, Anrichte, Halle, Speisezimmer, Bibliothek, Kinderspielzimmer, Kinderschlafzimmer, Ankleidezimmer, Badezimmer, Zimmer der Hausdame[11][20]
- 1906–1913: Ausstattung des Wohnhauses Senator Dr. jur. Max Gildemeister, Bremen, Schleifmühle 65: Möbel, Kachelöfen für Schlafzimmer, Herrenzimmer[11]
- 1906 und 1908: Wohnhaus-Umbau: Senator F. C. Biermann, Bremen, Dobbenweg 10; Ausstattung: Garderobe, Anrichte, Empfangszimmer, Speisezimmer (Ergänzung), Bad, Veranda; 1908: Wohnzimmer (Stuck Walter Magnussen)[11][21][22][23]
- 1907: Wettbewerb Neues Rathaus Bremen[24]
- 1907: Luxuskabine auf dem Schnelldampfer des Norddeutschen Lloyd Kronprinzessin Cecilie; Fußbodenbelag aus Anker-Inlaid-Linoleum Nr. 9136 (Entwurf Eeg)[11][25][26][27]
- 1907: Wohnhaus Oberamtsrichter U. Ramsauer, Delmenhorst, Bismarckstraße 106 (ehem. An den Graften); Möbel: Empfangszimmer, Wohnzimmer, Herrenzimmer[11][28]
- 1907: Umbau des Wohnhauses Kunstmaler Leopold Biermann, Bremen, Blumenthalstraße 15; Ausstattung: Küche, Anrichte, Wintergarten, Wohnzimmer, Vierlandzimmer, Schlafzimmer, Bäder[6][10][11][22]
- 1907: Kabinen-Ausstattung der Motor-Yacht „Sophie Elisabeth“ für Kunstmaler Leopold Biermann[11]
- 1907: Umbau des Wohnhauses Amalie Smidt, Bremen, Kohlhökerstraße 40[11]
- 1907: Kinderbewahranstalt Herbststraße, Bremen (erhalten?)[11]
- 1907: Umbau des Wirtschaftsgebäudes vom Mädchenwaisenhaus, Vahr-Horn, Horner Heerstraße 19[11]
- 1907: Wintergarten-Umbau und Möbel für das Wohnhaus des Kaufmanns Heinrich (August) Gildemeister, Bremen, Schwachhauser Chaussee 1[11]
- 1907: Erste Holzbank für den Bürgerpark-Verein, Bremen[11]
- 1907: Schaufenster Ausstattung: D. F. Rabe & Co, Porzellan-, Steingut- und Glaswarenhandlung; Porzellanmalerei, Bremen, Domshof 16/Buchtstraße 47[11]
- 1907: Terrassen-Anbau am Wohnhaus des Kaufmanns Carl (Barthol. Thom.) Wilckens, Bremen, Schwachhauser Chaussee (Heerstraße) 247[11]
- 1907: Entwurf Posthaus Asendorf (für den Verein für Niedersächsisches Volkstum)[11]
- 1907: Konfirmandensaal Daverden (für den Verein für Niedersächsisches Volkstum)[11][16][29]
- 1907: Wohnhaus H. Blanken in Fischerhude zus. mit Carl Schwally (für den Verein für Niedersächsisches Volkstum)[30]
- 1907: Schulhauswettbewerb des Vereins für Niedersächsisches Volkstum (2. Preis, Plakette)[11][31][32]
- 1907: Entwurf Schule Westeresch (für den Verein für Niedersächsisches Volkstum)[11][32]
- 1907: Tennishaus mit Möbeln für Senator F. C. Biermann, Bremen, Hagensstraße[11][33]
- 1907: Werkstatt- u. Lagerhaus-Umbau für Heinrich Engelbrecht, Bremer Kunstanstalt für Glasmalerei, Ätzerei und Bleiverglasung, Bremen, Schulhof 5 (Geschäft: Katharinenstraße 32)[11]
- 1907–1908: Wohnhaus des Kaufmanns Georg (Albrecht) Strauch, Teilhaber der Fa. Menke & Kulenkampff, Schwachhauser Heerstraße (Chaussee) 30a; Ausstattung: Garderobe, Anrichte, Küche, Halle, Wohnzimmer, Speisezimmer, Wintergarten, Veranda, Bad, Ankleidezimmer, Ergänzung Herrenzimmer; Fußbodenbelag im Obergeschossflur und im Boudoir Anker Inlaid-Linoleum Nr. 9138 (Entwurf Eeg); 1920: Schlafzimmer von Frau Kommerzienrat F. C. Biermann Wwe. in der Blumenthalstraße 15 ausgebaut, verändert und Schwachhauser Heerstrasse 30a eingebaut[6][10][11][21][22][26][34][35][36][37][38][39]
- 1908: Ausstattung des Direktorenzimmers der Delmenhorster Linoleum-Fabrik Anker-Marke, Delmenhorst; Fußbodenbelag Anker Inlaid-Linoleum Nr. 9138 (Entwurf Eeg), Wandbekleidung Anker Inlaid-Linkrusta Nr. 598 (Entwurf Eeg)[6][11][22][26]
- 1908: Ausstattung des Beckerath-Saals der Kunsthalle Bremen, Fußbodenbelag Anker Inlaid-Linoleum Nr. 9210 (Entwurf Eeg)[10][11][26][40]
- 1908: Entwurf Posthaus Steyerberg (für den Verein für Niedersächsisches Volkstum)
- 1908: Wintergartenmöbel für das Wohnhaus des Kaufmanns Konsul Otto Flohr, Bremen, Hollerallee 37[11]
- 1908: Ausstellungs-Wohnzimmer für die Vereinigten Werkstätten für Kunst im Handwerk, Bremen, Am Wall 138[11]
- 1908: Umbau des Wohnhauses von Rechtsanwalt Dr. Alfred Meyer, Bremen, Breitenweg 14; Möbel für das Wohn- und Speisezimmer; 1912 Veranda-Anbau[11]
- 1908: Vogelfutterhaus für Direktor Gustav Gericke, Delmenhorst[11]
- 1908: Wettbewerb Wasserturm für die Östliche Vorstadt; 2. Preis. 500 Mark, Auslober Bremischer Staat[4][11][41][42]
- 1908–1909: Umbau des Landsitzes Rittergut Klein Kussewitz (Mecklenburg-Vorpommern) für den Bremer Kaufmann Julius Kulenkampff; Ausstattung: Garderobe, Anrichte, Küchen, Vorzimmer, Herrenzimmer, Speisesaal, Wintergarten, Elternschlafzimmer, Fremdenzimmer; 1914 Errichtung eines Gartenhauses[10][11]
- 1908–1909: Wohnhausgruppe Hagenauerstraße 5, 7, 9, 11 in Schwachhausen, Nr. 9 für Carl Eeg selbst[7][10][11][43][44]
- 1909: Geschäftshaus-Umbau für Heinrich Engelbrecht, Bremer Kunstanstalt für Glasmalerei, Ätzerei und Bleiverglasung, Bremen, Katharinenstraße 32[11]
- 1909: Entwurf einer Friedhofskapelle für Kirchweye[32][45]
- 1909: Luxuskabinen-Ausstattung des Doppelschrauben-Salonpostdampfers des Norddeutschen Lloyd George Washington[11]
- 1909, 1911: Umbau des Wohnhauses Richard Caesar (Inhaber der Firma Willig & Ebert), Bremen, Wachmannstraße 7[11]
- 1909: Möbel für das Privatkontor von Rechtsanwalt Dr. Max Gildemeister, Bremen, Obernstraße 34/36[11]
- 1909–1911: Laubenterrasse mit Möbeln (1909), Ausstattung des Empfangszimmers (1910) und Umbau des Wohnhauses (1911) für Bürgermeister Dr. Carl Barkhausen, Bremen, Mathildenstraße 82[11]
- 1909–1910: Haus Heinrich Engelbrecht in Lesum bei Bremen, Stallgebäude und Gartenhaus (letzteres schon 1909) (ehem. Käthe-Kollwitz-Straße 4, abgebrochen)[11][46]
- 1910um: Fußbodenbelag aus Anker-Inlaid-Linoleum Nr. 9138 (Entwurf Eeg) im Kontor und Privatkontor des Kaufmanns Senator J. Matth. Gildemeister, Bremen, Altenwall 6[26]
- 1910: Möbel für das Privatkontor von Senator F. C. Biermann, Bremen, Langenstrasse 128/130[11]
- 1910: Umbau des Wohnhauses des Photographen Wilhelm (Willy) Dose, Bremen, Richtweg 13 (Atelier für künstlerische Photographie, Wall 117)[11]
- 1910: Entwurf für ein Försterdienstgehöft (für den Verein für Niedersächsisches Volkstum)[32]
- 1910: Wohn- und Wirtschaftsgebäude für Herrn Brandt, Tarmstedt[32]
- 1911: Instandsetzung des Wohnhauses Wilhelm Fritze, Bremen, Bismarckstraße 22[11]
- 1911: Speise- u. Wohnzimmer-Möbel für Städtebaumeister Adolf Muesmann, Bremen, [Lüder-von-]Bentheimstraße 23[11]
- 1911: Kamin, Heizkörperverkleidungen, Treppengeländer für den Kaufmann Johann Friedrich Arens, Bremen, Kohlhökerstraße 54[11]
- 1911: Stall- und Garagengebäude [Bürgermeister-Smidt-Straße] Carl-Schurz-Straße 26 für Senator F. C. Biermann[11]
- 1911: Umbau eines Stallgebäudes in der Hagensstrasse für Georg (Albrecht) Strauch[11]
- 1911: Linoleummuster für die Bremer Linoleumwerke Schlüsselmarke, Delmenhorst[11]
- 1912: Umbau des Wohnhauses Karl Pauli (Kfm., Pavenstedt & Pauli), Bremen, Kohlhökerstraße 46; Ausstattung: Garderobe, Anrichte, Flur mit Treppe, Empfangszimmer, Herrenzimmer, Speisezimmer (Ergänzung)[11]
- 1912: Möbel für das Wohnzimmer, Speisezimmer und Schlafzimmer des assoziierten Architekten Eduard Runge, Bremen, Hohenpfad 31[11]
- 1912: Kanzeltreppe der Ev. Pfarrkirche Grambke, Bremen, Grambker Kirchweg 6[11]
- 1912: Veranda-Anbau und Ausstattung (Teppich im Empfangszimmer) für Frau H. L. Arens. Ww., Bremen, Contrescarpe 52[11]
- 1912: Umbau des Wohnhauses Außer der Schleifmühle 71, Bremen, für den Kaufmann Wilhelm Oelze; schon 1911 Möbel für Tochter-, Wohn- und Schlafzimmer des Wohnhauses; 1912 weitere Ausstattung: Wohnzimmer, Mittelzimmer, Wintergarten, teilweise Ergänzungen[11]
- 1912: Umbau des Wohnhauses Contrescarpe 4, Bremen, für Heinrich Engelbrecht Wwe., geb. Wiegmann[11]
- 1912 und 1919: Umbau des Geschäfts- und Wohnhauses Generalkonsul A. Vinnen, Bremen, Altenwall 21/23[11]
- 1912: Umbau des Landhauses Gut Weilen in St. Magnus bei Bremen für Senator F. C. Biermann [in der Werkliste Georg Strauch als Bauherr genannt][11]
- 1912: Möbel für das Herrenzimmer von Gustav Gildemeister, Hamburg, Schlüterstraße 4 [oder 5][11]
- 1912: Möbel (Ergänzung) für das Wohnzimmer von Dr. med. Paul Lengemann (Chirurgie und Orthopädie, Privatklinik Neustadtscontrescarpe 152), Bremen, Dobben 145[11]
- 1912: Wettbewerb Bebauung Grolland: Ankauf, 500 Mark, Auslober Kaufmann Carl Schütte[11]
- 1912: Wettbewerb Wasserturm Varel i. Oldenburg: 2. Preis, 300 Mark[11]
- 1912: Umbau des Wohnhauses Generalkonsul Carl Merkel Ww., geb. Claußen, Bremen, Dobben 21[11]
- 1912: Umbau des Landhauses „Haus Bucheneck“ für Rechtsanwalt (Friedrich) Hermann Kulenkampff, Bremen-Lesum, Lesmonastraße 80[11]
- 1912–1913: Haus Senator F. C. Biermann (Haus Blumeneck) Schwachhauser Heerstraße 64, heute Haus Vietor des Kippenberg-Gymnasiums; Ausstattung: Garderobe, Anrichte, Küche, Halle, Empfangszimmer, Wohnzimmer, Herrenzimmer, Boudoir, Speisesaal, Wintergarten, Schlafzimmer, Bäder[11][47][48][49]
- 1912–1914: 1912 Wettbewerb für die Fassade von Hütschler & Streckewald, 1. Preis, 1000 Mark; 1914 Ausführung als Haus Rohlandseck, Unser Lieben Frauen Kirchhof 26; 1929 Einbau von Arkaden; Wiederaufbau 1948–1952 von Carl Eeg und Albert Meyer[7][11][50][51][52][53][54][55]
- 1913: Wettbewerb zum Umbau der Fassade der Baumwollbörse, 1. Preis[11][56]
- 1913–1914: Umbau: Küche, Wohnzimmer für H. Bölken, Rotenburg i. Hann.[11]
- 1914: Wohnzimmer auf der Deutschen Werkbund-Ausstellung Köln 1914[11]
- 1914: Garderobe, Anbau u. Ausstattung, Herrschaftsbad für das Wohnhaus Generalkonsul A. Vinnen, Bremen, Contrescarpe 20[11]
- 1914: Umbau des Wohnhauses Eduard Achelis (Teilhaber von Joh. Achelis & Söhne), Bremen, Mathildenstraße 79[11]
- 1914–1915: Wohnhaus für den Kaufmann Johann (Gottfried Franz) Schütte (Firma Joh. Gottfr. Schütte & Co), Bremen, Marcusallee 24[11]
- 1914–1916: Erweiterungsbau und Umbau von Haus Schütting (Handelskammer), Bremen, Am Markt, zuvor 1. Preis im Wettbewerb (1912); 1916: Ausstattung Vorsaal, Sitzungszimmer, Vereinszimmer, Präseszimmer, großer Festsaal (goldener Saal)[11][57][58]
- 1916: Landhaus-Umbau für S. u. M. Plump, St. Magnus bei Bremen (Adresse? erhalten?)[11]
- 1918: Landhaus-Umbau: August Meyer, Lehe b. Bremen (Adresse? erhalten?)[11]
- 1918: Möbel für das Herrenzimmer von Karl Vogt-Gildemeister, Berlin (Adresse? erhalten?)[11]
- 1919: Wettbewerb zum Wiederaufbau des Künstlervereinshauses und des St. Petri Gemeindehauses (Glocke) an der Domsheide, Beitrag „Bezelin“, prämiert mit 4000M (6 gleiche Preise)[59]
- 1919: Umbau des Wohnhauses Wilhelm Fritze Wwe., Bremen, Bismarckstraße 22[11]
- 1919: Wettbewerb für Freimarkenentwürfe des Reichspostministeriums, 4. Preis (Allgemeiner Wettbewerb)[60][61]
- 1919–1920: Umbau des Wohnhauses Kaufmann (Hermann Julius) Ernst Bünemann (Teilhaber Firma Natermann & Hurm, Tabakhandel), Bremen, Kohlhökerstraße 20; Ausstattung des: Herrenzimmers[11]
- 1920: Umbau des Wohnhauses Frau (Georg Friedrich) Ernst Matthes Wwe., geb. Wätjen, Bremen, Rutenstraße 30[11]
- 1920: Geschäftshaus-Umbau für Frau Ida (Johanne) Nieberding (Inhaberin der Firma H. Nienaber Wwe.), Bremen, Am Wall 146[11]
- 1920: Umbau der Ausstellungsräume Carl Lange Söhne, Möbel- und Dekorationsgeschäft, Bremen, Vasmerstraße 1[11]
- 1920: Geschäftshaus-Umbau für Glasermeister Heinrich Engelbrecht jun., Bremen, Buchtstraße 48/49[11]
- 1920: Umbau des Herrschaftshauses Gut Vielbaum bei Seehausen i. Altmark (Bauherr: Senator F. C. Biermann) (wo genau? erhalten?)[11]
- 1921–1922: Wohnhaus Sigmund Gildemeister (Haus Hochkamp), Hamburg, Adalbertstraße 11; Gärtnerwohnhaus, Stallgebäude u. Garage, Gartenhaus, Gewächshaus und Gerätehaus; Ausstattung der Wohnräume: Garderobe, Anrichte, Küche, Halle, Wohnzimmer (Ergänz.), Musikzimmer (Ergänz.), Herrenzimmer, Speisezimmer, Boudoir, Schlafzimmer des Herren, Bibliothek, Frühstückszimmer (Ergänz.), Schlafzimmer der Tochter (Ergänz.), Fremdenzimmer; 1923–1924: Teezimmer[11][62]
- 1923–1924: Wohnhaus für Hedwig Vogt-Gildemeister, Wolfsberg am Chiemsee[11]
- 1923–1924: Tankhaus der Olex (Deutsche Benzin-und-Petroleum-Gesellschaft Berlin) in Bremen, Bahnhofsplatz[11]
- 1924–1925: Wohnhaus-Anbau für Frau Natalie Gildemeister, Arolsen i. Waldeck, Wetterburger Straße 6a[11]
- 1925: Gymnastik-Übungsraum für Dr. med. Paul Lengemann (Chirurgie und Orthopädie, Privatklinik Neustadtscontrescarpe 152), Bremen, b. d . Hartwigstraße[11]
- 1925: Tischlampe für die Ausstellung Bremer Handwerkskunst, Preis 50 RM[11]
- 1925: Kachelofen-Wettbewerb des D.W.B., Ankauf 50 RM[11]
- 1925: Tankhaus der Olex (Deutsche Benzin-und-Petroleum-Gesellschaft Berlin) in Bremen, Kaiserbrücke[11]
- 1925–1926: Hofmeierhaus mit Stallgebäude und Gewächshaus für Heinrich Stake, Holthorst b. St. Magnus[11]
- 1926: Wohnhaus Villa Knüppel für den Kaufmann Albert Knüppel, Bremen, Blumenthalstraße 17[11][62][63]
- 1926: Wohnhaus-Umbau für Rechtsanwalt und Notar Dr. jur. (William) Arthur Breyer, Bremen, Hollerallee 45[11]
- 1926: Wettbewerb zur städtebauliche Gestaltung des Viehmarktplatzes, Delmenhorst: beste Arbeit[11]
- 1926–1927: Landhaus für Ida Nieberding, Wildeshausen i.O.; Möbel und ein Gartenhaus auf dem Eilande[11]
- 1927–1928: Wohnhaus des Bauunternehmers Friedrich Wenholz (Baugeschäft Wilhelm Leymann), Bremen, Carl-Schurz-Straße (ehem. Bürgermeister-Smidt-Straße) 26a[11]
- 1927–1928: Häusergruppe für das Bremische Wohnungsbauamt, Bremen, Fährstraße [24/40?][11]
- 1927–1928: Hansabad des Vereins für öffentliche Bäder, Bremen, Hansastraße[11][62][64]
- 1928: Wohnhaus der Firma Wilhelm Leymann, Bremen, Geisbergstraße 2a[11]
- 1928: Friedhofskapelle der Kirchengemeinde Seehausen bei Bremen, Seehauser Landstraße 166[11]
- 1928: Tankhaus der Olex (Deutsche Benzin-und-Petroleum-Gesellschaft Berlin) in Bremen, an der Börse[11]
- 1928: Giebel-Restaurierung am Roseliushaus, Bremen, Böttcherstraße 6[11]
- 1928–1929: Wohnungsanbau an die Depositenkasse Thedinghausen für den Bankverein für Nordwestdeutschland, Bremen[11]
- 1929: Heilbad-Einbau im Ohlenhof-Bad des Vereins für öffentliche Bäder, Bremen-Gröpelingen[11]
- 1929–1930: Wohnheim Landhaus Horn, Bremen, Schwachhauser Heerstraße 264 (nach Entwurf des kurz vor Errichtung verstorbenen Heinz Stoffregen)[11][65]
- 1930: Fahrkarten-Verkaufshäuschen der Gebr. Schreiber, Bremen, Kaiserbrücke[11]
- 1930: Umbau der Depositenkasse Woltmershausen für den Bankverein für Nordwestdeutschland, Bremen[11]
- 1930: Wettbewerb landwirtschaftliche Gebäude mit Pappdach des Vereins Deutscher Dachpappen-Fabriken, Berlin; je ein 1. Preis Wohnhaus, 600 RM, 1. Preis Stallgebäude 600 RM, 3. Preis Scheune 400 RM[11]
- 1930–1931: Wohnhausgruppen für Kinderreiche für das Wohnungsbauamt Bremen, Zum Sebaldsbrücker Bahnhof 3-27 & 37-43 (ehem. Hastedter Heerstrasse 539–563 und 573–579)[11]
- 1940–1942: Siedlung Posener Straße für Angehörige der A.G. Weser in drei Bauabschnitten für die Gemeinnützige Wohnungsbaugesellschaft (GEWOBA) in Bremen-Gröpelingen (Posener Straße/Bromberger Straße/Kalischer Straße/Seewenjestraße)[66][67]
- 1943–1944: Weserfront der Altstadt, Bauaufnahme des Zustandes im Jahr 1939, gezeichnet in den Jahren 1943 und 1944 unter Benutzung von Baupolizeiakten, Lichtbildern, örtlichen Skizzen und Aufmaßen[68]
- 1946: Entwurf für ein Stauereigebäude an der Eduard-Suling-Straße (Europahafen) zusammen mit Architekt Walter Siber[68]
- 1952: Wiederaufbau des Geschäfts- und Wohnhauses Generalkonsul A. Vinnen, Bremen, Altenwall 21/23

## Grabmale und Ehrenmale

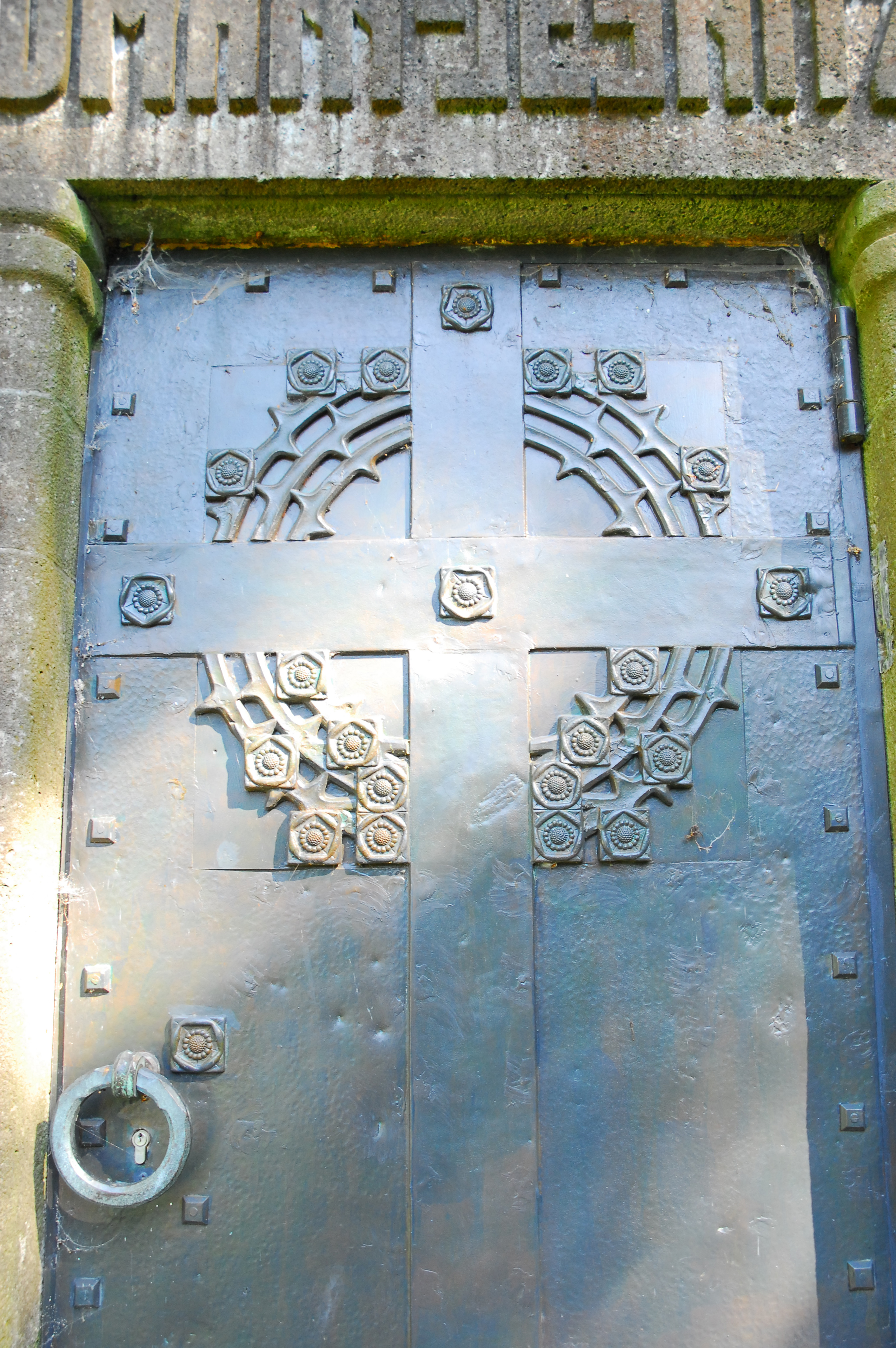
Kolumbarium Erdmann-Jesnitzer, 1907 (Detail)

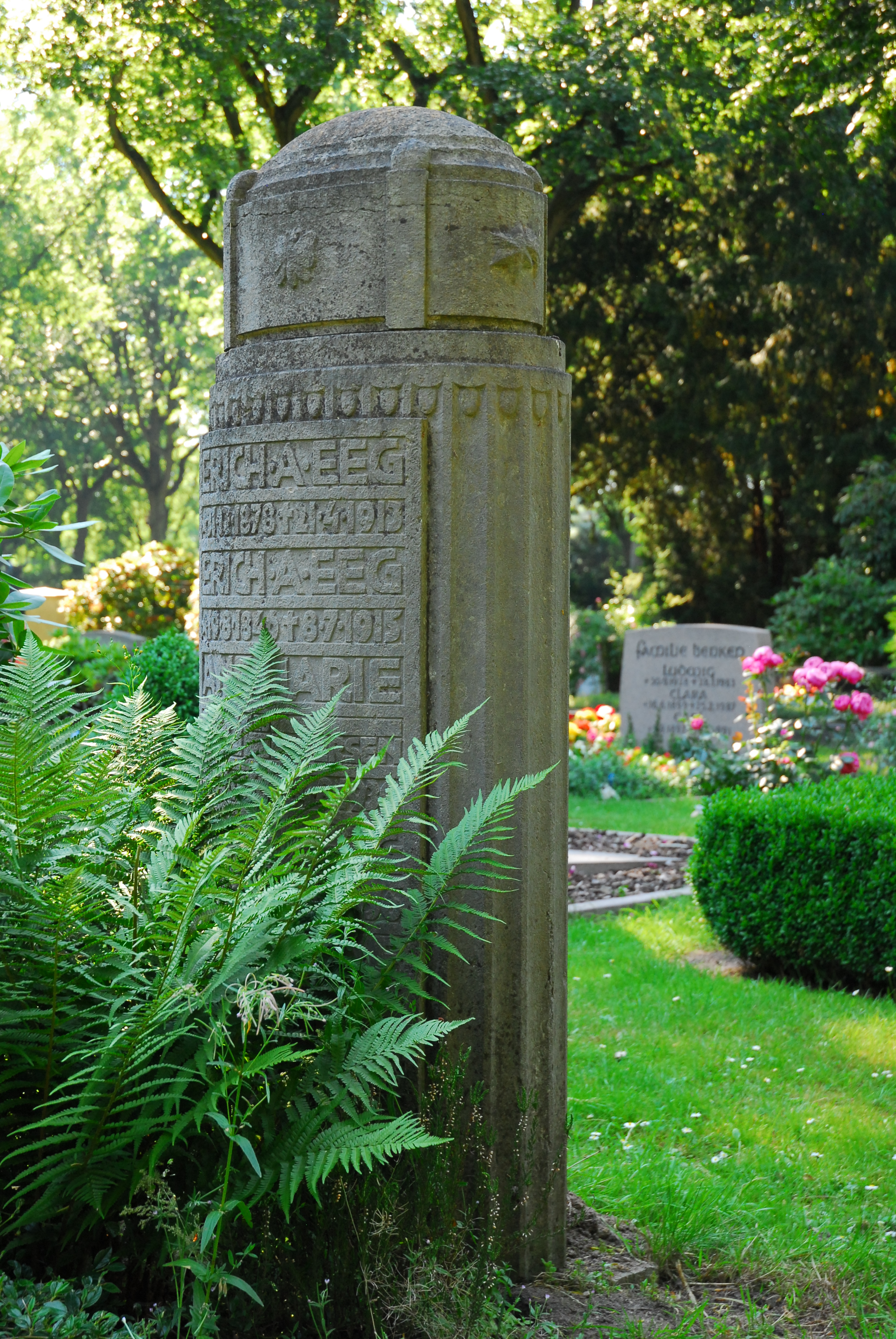
Familienbegräbnis Eeg, 1912

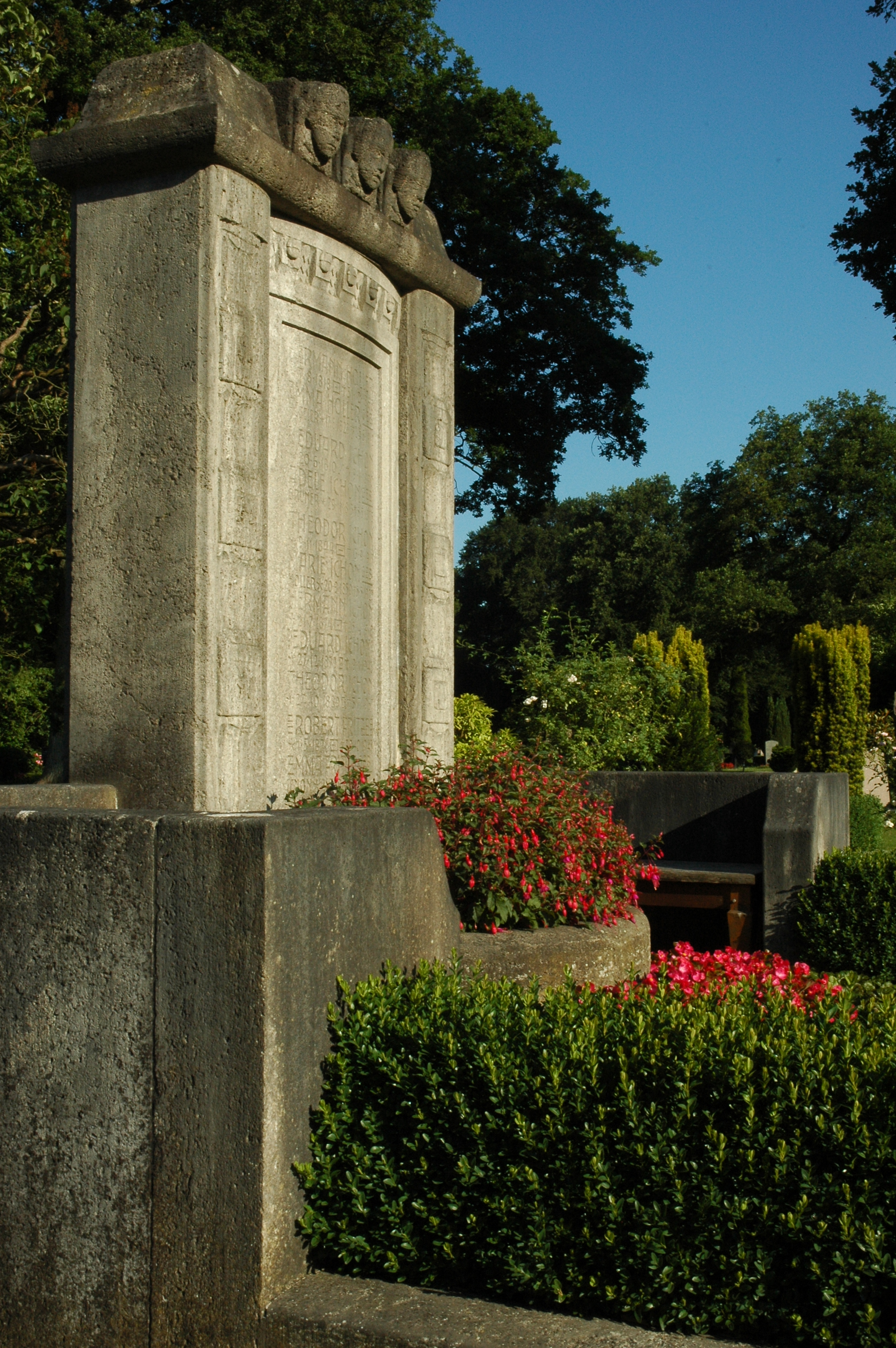
Grabmal Holler-Ichon, 1912

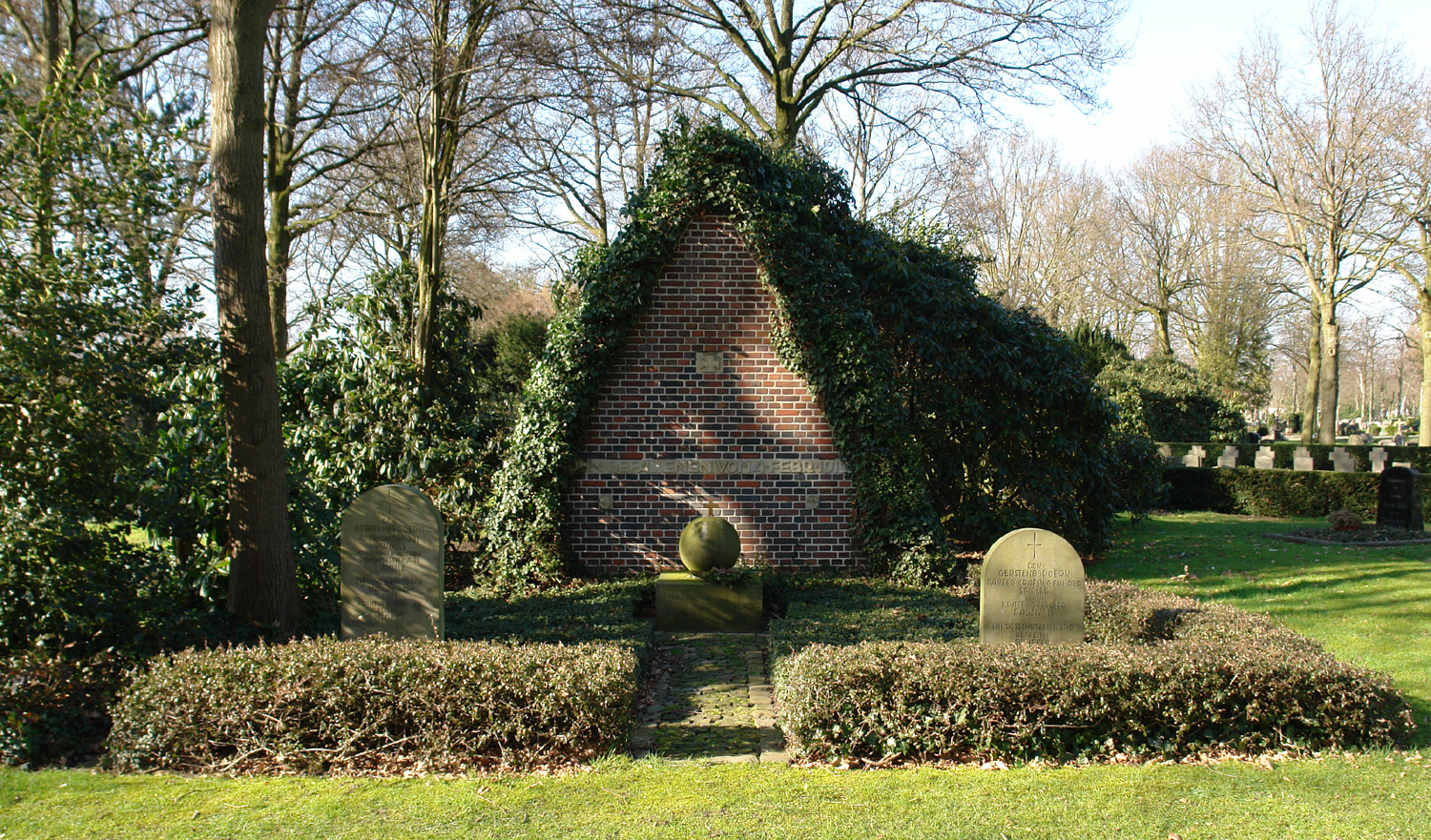
Gefallenenmal der „Division Gerstenberg“ auf dem Waller Friedhof

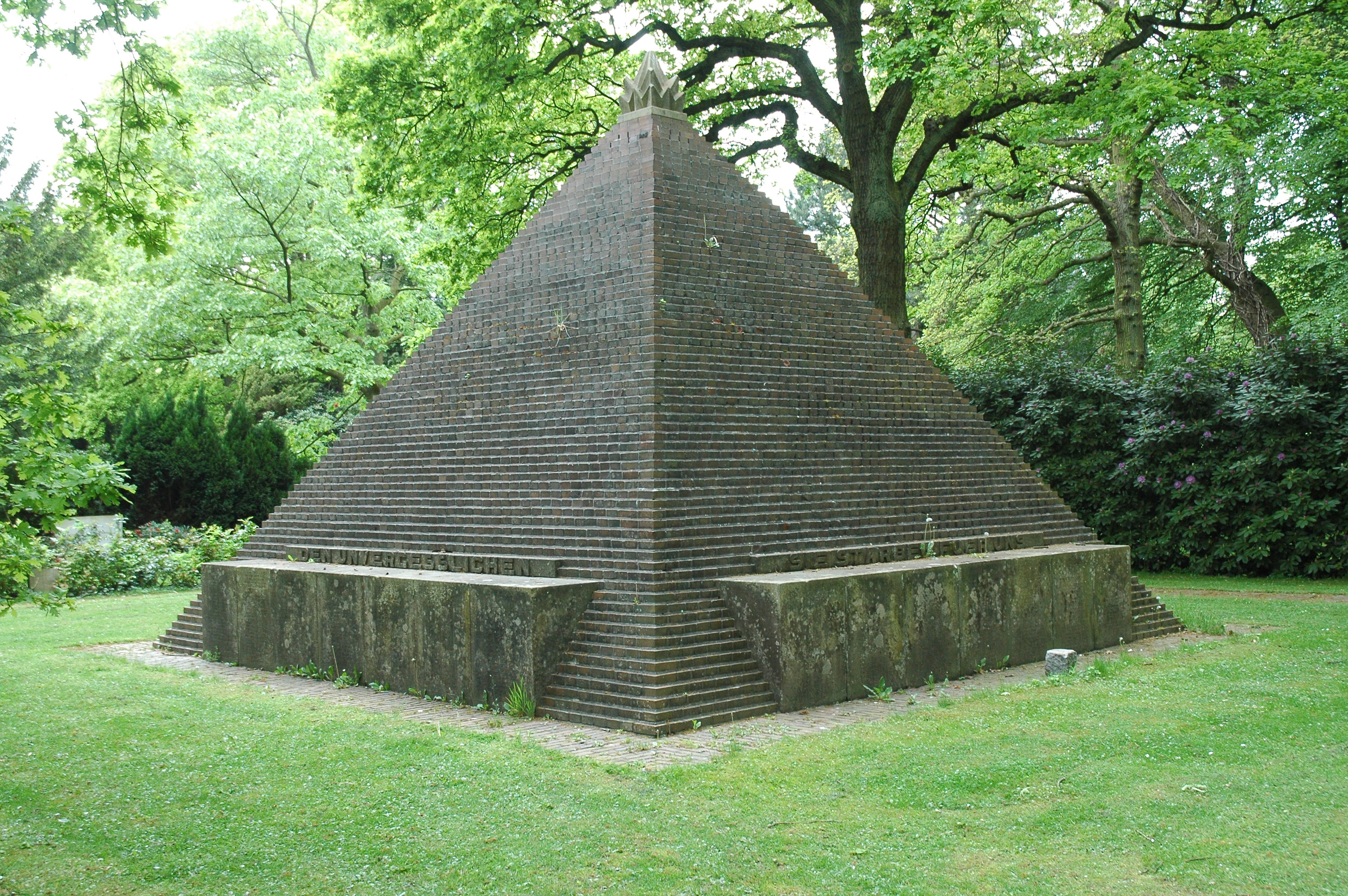
Kriegerehrung der Stadt Bremerhaven auf dem Friedhof Wulsdorf

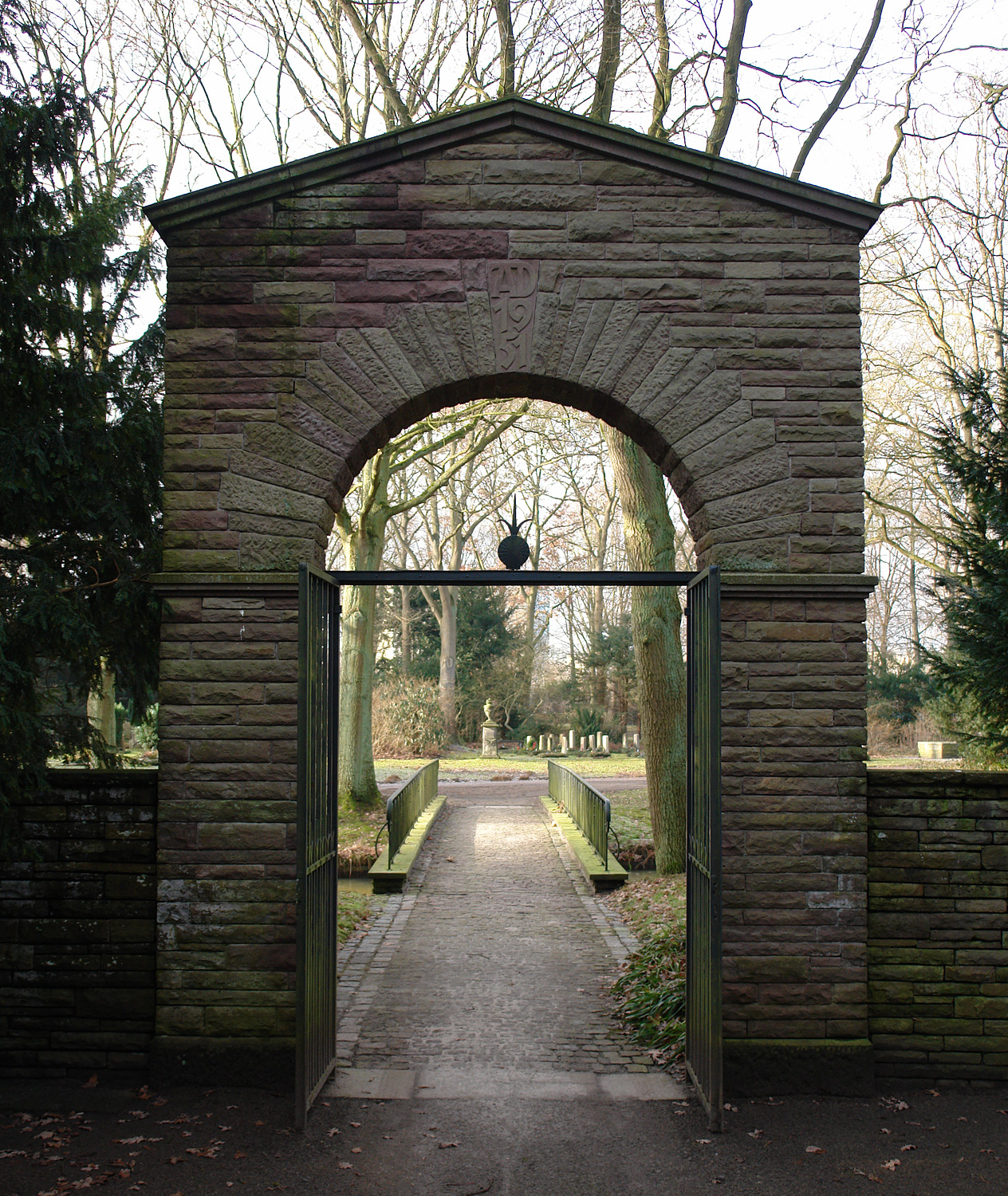
Toranlage an der Querallee des Osterholzer Friedhofs, 1951

- 1906: Grabmal Ulrich, Dirigent des Lehrer-Gesangvereins, Bremen, Waller Friedhof[11]
- 1906: Gruft der Familie Scholl, (Kulenkampff-Scholl), Plastik v. H. Wadere, Bremen, Riensberger Friedhof (Z 94-99A), erhalten grabsteine.genealogy.net[11][69]
- 1907: Kolumbarium Hofrat Friedrich Erdmann-Jesnitzer (Direktor des Stadttheaters), Riensberger Friedhof, Bremen (Z 353-354), erhalten grabsteine.genealogy.net[3][11]
- 1907: Grabmal Prof. Dr. Heinrich Bulthaupt, Riensberger Friedhof, Bremen[11]
- 1908: Grabmal Johann Schmidt, Waller Friedhof, Bremen, erhalten grabsteine.genealogy.net[6][11][70]
- 1909: Friedhofskunst-Ausstellung, Doventorsfriedhof, Bremen: 5 Grabmale. Aufgestellt als Grabmal Orlamünder und Grabmal A. Meyer, Waller Friedhof[11]
- 1910: Grabmal Lucie Schröder, Riensberger Friedhof, Bremen[11][71]
- 1911: Friedhofskunst-Ausstellung der Stadt Linden vor Hannover, 2 Grabmale[11]
- 1911: Grabmal August Rühl, Arolsen[11]
- 1911: Grabmal Kaufmann Franz Ernst Schütte, Skulptur Adolf v. Hildebrandt, Riensberger Friedhof, Bremen (V 116-123-234-241-345-349-338-452), erhalten grabsteine.genealogy.net[69]
- 1912: Grabmal Trautmann, Darmstadt[11]
- 1912: Grabmal Heinrich Engelbrecht, Riensberger Friedhof, Bremen[11]
- 1912: Grabmal Hartmann, Sulingen[11]
- 1912: Grabmal Erich A. Eeg, Riensberger Friedhof, Bremen (AA 196), erhalten grabsteine.genealogy.net[11][69]
- 1912: Grabmal Dr. med. August Lürman, Bremen, Riensberger Friedhof, Bremen (EE 346-349A), erhalten grabsteine.genealogy.net[11][69]
- 1912: Grabmal Holler-Ichon, Riensberger Friedhof, Bremen (erhalten) (V 497–505)[11][69][72]
- 1913: Grabmal Kaufmann Friedrich Adolf Furmans (Furmans & Co), Riensberger Friedhof, Bremen (EE 273), erhalten grabsteine.genealogy.net[69][72]
- 1915: Grabmal Achelis, Relief von H. Schubert, Riensberger Friedhof (W 32-33-73-74), erhalten grabsteine.genealogy.net[69]
- 1915: Grabmal Dr. jur. Eberhard Thulesius, Riensberger Friedhof, Bremen (Z 103), erhalten grabsteine.genealogy.net[11][69]
- 1915: 4 Grabmale Familie Wessels, Arsten b. Bremen[11]
- 1915: Grabmal Runge, Nienburg-Weser[11]
- 1915 (†): Grabmal Kaufmann Theodor F. Fritze, Bremen, Riensberger Friedhof (Zuschreibung ungesichert) (Y 155)[69]
- 1915: Wettbewerb Grabmal August Korff: 2. Preis, die Ausführung. Riensberger Friedhof, Bremen (Z 124-127), erhalten grabsteine.genealogy.net[11][69]
- 1916: Grabmal Gustav Gildemeister, Ohlsdorfer Friedhof Hamburg[11]
- 1916: Gedenkstein: Ad. Runge, Nienburg-Weser[11]
- 1918: Grabmal Johann Conrad Hartmann, Osterholz-Scharmbeck, erhalten grabsteine.genealogy.net[11]
- 1918: Grabmal Hasse, Riensberger Friedhof, Bremen[11]
- 1918: Grabmal Andreae, Riensberger Friedhof, Bremen (EE 30-31)[11][69]
- 1918: Grabmal Heinrich Lahusen, Riensberger Friedhof, Bremen[11]
- 1919: Grabmal für die gefallenen Gerstenberger, Waller Friedhof, Bremen; Wettbewerb, l. Preis und die Ausführung (für den Bürgerausschuss)[11]
- 1919: Grabmal Bürgermeister Dr. Carl Barkhausen, Riensberger Friedhof Bremen (T 618), erhalten grabsteine.genealogy.net[11][69]
- 1919: Grabmal Dr. jur. Theodor Henschen, Riensberger Friedhof, Bremen (EE 21-24-264-265)[11][69]
- 1919: Grabmal Karl Merck, Riensberger Friedhof, Bremen, erhalten[73][11][69]
- 1919 (†): Grabmal Dr. Eberhard Noltenius, Riensberger Friedhof, Bremen (Zuschreibung ungesichert) (Y 283-391), erhalten grabsteine.genealogy.net[69]
- 1920: Wettbewerb Kriegerehrung der Stadt Bremerhaven, Friedhof Wulsdorf, 1. Preis 300 Mk. und Ausführung der Klinkerpyramide[11][74]
- 1920: Grabmal Generalkonsul Michaelsen, Skulptur v. Anna Magnussen, Riensberger Friedhof, Bremen (teils alt) (O 81)[11][69]
- 1921: Wettbewerb Kriegerehrung Osterholz, 1. Preis, Ausführung
- 1922: Gedenkstein für die Gefallenen der Deutschen Linoleumwerke Hansa, Delmenhorst[11]
- 1925: Grabmal Oberregierungsrat Jüdefeind, Riensberger Friedhof, Bremen, erhalten (?)grabsteine.genealogy.net[11]
- 1925: Grabmal Senator F. C. Biermann, Riensberger Friedhof, Bremen (EE), erhalten grabsteine.genealogy.net[11]
- 1927: Grabmal Eva Knoch, Detmold[11]
- 1927: Kriegerehrung der Ober-Postdirektion, Bremen, Postamt a.d. Weide[11]
- 1928: Grabmal Reichsgerichtsrat D. Lahusen, Riensberger Friedhof, Bremen[11]
- 1928: Grabmal Wenholz, Magelsen bei Hoya[11]
- 1928: Grabmal-Wettbewerb der Stadt Hannover; ein 2. Preis 100 RM, ein 3. Preis 50 RM[11]
- 1929: Gedächtnistafel Prof. Dr. D. Schäfer, Bremen, a.d. Schlachte 29[11]
- 1929: Grabmal Sparkassendirektor G. Seegelken, Nienburg-Weser[11]
- 1930: Grabmal Fr. Rickert, Riensberger Friedhof, Bremen[11]
- 1930: Grabmal Ida Nieberding, Wildeshausen i.O.[11]
- 1944 (†): Grabmal Hochbaudirektor Ernst Erhardt, Riensberger Friedhof, Bremen (V 622A)[69]
- 1946 (†): Grabmal Ernst Engeling (Habenicht-Engeling), Riensberger Friedhof, Bremen (G 13)[69]
- 1951: Tor an der Eichenallee (Querallee) des Osterholzer Friedhofs, Bremen[75][76]